# FJX1
FJX1‏ (Four jointed box 1) هوَ بروتين يُشَفر بواسطة جين FJX1 في الإنسان.

## الوظيفة
تركيب وخصائص البروتين FJX1 هي كالتالي:
- البروتين FJX1 يتكون من 111 حمض أميني، ويحتوي على مجموعة من الأحماض الأمينية المتكررة تسمى مجال four-jointed box (FJX)، وهو مجال يشارك في تنظيم نمو وتطور الأطراف والأجنحة والعيون في الفئران والذباب.
- البروتين FJX1 يُفرَز خارج الخلية، ويعتقد أنه يعمل كعامل نمو أو جزيء إشارة للخلايا المجاورة، ولكن آلية عمله ليست مفهومة بشكل جيد.
- البروتين FJX1 يُعبَّر بشكل رئيسي في الدماغ، وخاصة في المناطق المسؤولة عن التعلم والذاكرة والانفعالات، مثل الهيبوكامبس والقشرة الجبهية والجسم الثفني. كما يُعبَّر في بعض الأنسجة الأخرى مثل الغدة الدرقية والغدة الكظرية والغدة النخامية.
- البروتين FJX1 يلعب دورًا في تثبيط نمو وتفرع الأشجار الشعيرية للخلايا العصبية، وهذا قد يؤثر على تشكيل المزامنات (synapses) بين الخلايا العصبية. كما يُظهِر أن له تأثير على سلوك الحيوانات، حيث أظهرت دراسات على فئران نقصان جين FJX1 أنها تعاني من اضطرابات في التحفيز المكافئ (reward) والقلق.